# Szczerki (gleby)
Szczerki – dawna, tradycyjna nazwa gleb o uziarnieniu piasków gliniastych.
Są to gleby piaskowe zawierające więcej próchnicy i cząstek spławialnych (czyli frakcji ilastej <0,02 mm średnicy, dawniej określanych również jako „cząstki szlamowe”) niż piaski luźne. W przeciwieństwie do piasków są w stanie „przyjąć kulturę rolną” oraz charakteryzują się słabą strukturą gleby (zdolnością do tworzenia gruzełkowatych agregatów glebowych). Są to gleby lekkie, łatwe do uprawy, o szaropopielatej barwie (pochodzącej od próchnicy).
Szczerki generalnie dzieli się na szczerki lekkie i szczerki mocne, lecz różni gleboznawcy nieco inaczej je charakteryzowali.

Sławomir Miklaszewski z Politechniki Warszawskiej szczerkami lekkimi nazywał piaski całkowite (gleby wytworzone na całej swej głębokości z piasku), które miały lepsze właściwości rolnicze niż piaski. Szczerkami mocnymi zaś nazywał piaski naglinowe, tzn. gleby niecałkowite, gdzie ok. 20–40 centymetrowa warstwa piasku gliniastego leżała na glinie. Miklaszewski nie uważał szczerków za osobny typ gleby, lecz umieścił je w swoim zarysie klasyfikacji prowizorycznej gleb Polski w obrębie gleb krzemianowych: grupy piasków: gleb piaskowych .

Tadeusz Mieczyński z Instytutu w Puławach szczerki rozumiał jako gatunek gleby (w dzisiejszym rozumieniu), który odpowiadał glebom o uziarnieniu piasków gliniastych i dzielił na lekkie, średnie i mocne w zależności od procentowej zawartości „cząstek szlamowych” (<0,02 mm). Według niego szczerki lekkie zawierały 8–15% „cząstek szlamowych” i posiadały pewną ilość słabych, drobnych agregatów gruzełkowych. Szczerki średnie zawierały 15–20% „cząstek szlamowych” i po zaoraniu widać było na nich skibę o wygładzonej powierzchni. Szczerki mocne zawierały 20–25% „cząstek szlamowych” i zawierały już znaczną ilość agregatów o średniej trwałości .
Szczerki są to gleby bez wyraźnego wpływu procesów glebotwórczych (poza tworzącym poziom próchniczny procesem inicjalnym) w całej swojej głębokości. W przypadku szczerków mocnych warstwa piasku na glinie nie pochodzi z wietrzenia lub „spiaszczenia gliny” (przez proces płowienia lub bielicowania), lecz jest to piasek aluwialny lub fluwioglacjalny akumulowany na warstwie gliny.
Szczerki lekkie (za podziałem Miklaszewskiego) pod względem przydatności rolniczej są to gleby średnie, całkiem dobrze się sprawdzające jako gleby żytnio-ziemniaczane. Są łatwe w uprawie, czynne, ciepłe, lecz ze względu na znaczną przepuszczalność, by zatrzymać wodę dla roślin wymagają nawożenia materią organiczną lub składnikami koloidalnymi (glinowanie, marglowanie). Urodzajność zależy od składu mineralogicznego piasku (im więcej skaleni w stosunku do kwarcu tym lepiej). Szczerki mocne (o ile nie leżą na glinie nieprzepuszczalnej, co powoduje że stają się zbyt mokre) są to dobre gleby pszenno-buraczane, szczególnie jeżeli glina zawiera znaczne ilości składników pokarmowych. Udają się na nich prawie wszystkie uprawy dając nieco gorszy plon niż na glebach najlepszych, lecz za to pewny (mniej podatny na to, czy rok jest zbyt mokry czy zbyt suchy).

Dawniej, zanim mechanizacja rolnictwa stała się powszechna, ze względu na łatwość uprawy ornej, były to gleby poszukiwane i cenione przez rolników (do gleb bardziej zwięzłych konieczny jest liczny i silny sprzężaj, na co wielu nie było stać).
Systematyka gleb Polski opublikowana przez Polskie Towarzystwo Gleboznawcze w 1956 r. nie wyodrębniała już szczerków (ani jako typ lub podtyp, ani jako grupę granulometryczną (gatunek gleby)), przez co określenie to powoli wyszło z użycia.
Według wersji systematyki gleb Polski opublikowanej w 2011 r. słabo ukształtowane gleby piaskowe są zaliczane do typu arenosoli.